# Trujillo (Honduras)
Trujillo è una città dell'Honduras capoluogo del dipartimento di Colón.
La città è stata fondata il 18 maggio 1524. È sede vescovile cattolica.

## Amministrazione

### Gemellaggi
- Trujillo
- Trujillo
- Trujillo